# Clemens VI
Clemens VI (latin den milde), född Pierre Roger 1291 i slottet Maumont, departementet Corrèze, Frankrike, död 6 december 1352 i Avignon, var påve från den 7 maj 1342 till sin död, 6 december 1352, under "påvarnas babyloniska fångenskap". 

## Biografi
Pierre Roger föddes i slottet Maumont, inträdde som tioåring i benediktinorden i La Chaise-Dieuklostret, studerade ett tag vid Collège de Sorbonne där han doktorerade och sedan fick en professur vid. Kardinal Pierre Grouin de Mortemart presenterade honom för påve Johannes XXII, och därefter steg Roger snart i graderna i kyrkan. Först blev han abbot vid Saint-Baudile i Nîmes, sedan abbot vid Fécamp i Normandie, biskop av Arras och Kungariket Frankrikes kansler 1328. Han upphöjdes till ärkebiskop av Sens 1329, men överfördes som ärkebiskop av Rouen redan 1330. Han gjordes till kardinal 1338 av Benedictus XII, som han sedermera skulle efterträda som påve. Den 7 maj 1342 valdes han till påveämbetet, och antog då namnet Clemens VI.
Clemens VI fortsatte sina företrädares kamp mot Ludvig av Bayern. Han förnyade processen mot Ludvig 1343 och bannlyste honom 1346. På Clemens VI:s uppfordran valde kurfurstarna Karl av Luxemburg till ny tysk-romersk kejsare.
Clemens trotsade alla uppmaningar att lämna Avignon, som han 1348 köpte av drottning Johanna I av Neapel. Å andra sidan lyckades han 1347 störta Cola di Rienzos välde i Rom. För att göra sig populär bland romarna och samtidigt samla in pengar påbjöd Clemens 1343, att vart femtionde år skulle firas som jubelår; så skedde 1350 under oerhörd tillströmning av vallfärdande pilgrimer. Syftet var också att stärka guelferna, vilket dock misslyckades.
Avignon drabbades 1348-1349 av digerdöden, och Clemens utmärkte sig då för sin välgörenhet. Runt om i Europa drabbades judar av svåra förföljelser och massakrer av folk som trodde att judarna orsakat digerdöden. Clemens utfärdade flera bullor för att beskydda judarna, och lät dem få en fristad i Avignon. Han fördömde också flagellanterna.
Clemens begravdes enligt sin egen önskan vid La Chaise-Dieu. Hans grav skändades 1526, och hans kvarlevor brändes upp av hugenotterna.